# Гусейн, Аида Али гызы
Аида Али гызы Гусейн (азерб. Hüseyn Aida Əli qızı; род. 1976) — судья Верховного суда Азербайджана.

## Биография
Родилась в 1976 году. В 1997 году окончила факультет международного права университета «Азербайджан». В 2008 году окончила юридический факультет Бакинского государственного университета.
С 1998 по 2002 год являлась старшим лаборантом, с 2002 по 2005 год младшим научным сотрудником, с 2005 по 2008 год научным сотрудником научно-исследовательской лаборатории судебно-почерковедческой экспертизы НИИ судебной экспертизы, криминалистики и криминологии Министерства юстиции Азербайджана.
С 2008 по 2010 год являлась старшим экспертом отдела рукописей и голоса Центра судебной экспертизы Министерства юстиции Азербайджана.
С 2010 по 2013 год являлась ведущим советником управления административных и военных нормативных актов главного управления законодательства Министерства юстиции Азербайджана.
С 4 октября 2013 по 2018 год являлась судьёй Бакинского административно-экономического суда №1.
Со 2 ноября 2018 по 2024 год являлась судьёй Бакинского апелляционного суда.
Судья коллегии по административным делам Верховного суда Азербайджана (с 5 апреля 2024).